# Фигурное катание на летних Олимпийских играх 1920
Соревнования по фигурному катанию на Играх  1920 года проводились во второй раз в истории. Соревнования прошли в трёх дисциплинах: в мужском и женском одиночном катании и в парах.
Соревнования прошли в апреле 1920 года, хотя основные события Олимпиады были в августе.

## Представительство по странам
Всего в Олимпийских играх приняли участие 26 фигуристов (14 мужчин и 12 женщин) из 8 стран (в скобках указано количество фигуристов от страны):
- Бельгия (2)
- Великобритания (6)
- Норвегия (6)
- США (2)
- Финляндия (3)
- Франция (2)
- Швейцария (1)
- Швеция (4)

## Медальный зачёт
| Место | Страна         | Золото | Серебро | Бронза | Всего |
| ----- | -------------- | ------ | ------- | ------ | ----- |
| 1     | Швеция         | 2      | 1       | 0      | 3     |
| 2     | Финляндия      | 1      | 0       | 0      | 1     |
| 3     | Норвегия       | 0      | 2       | 1      | 3     |
| 4     | Великобритания | 0      | 0       | 1      | 1     |
| 4     | США            | 0      | 0       | 1      | 1     |

## Результаты

### Мужское одиночное катание
| Место | Имя              | Страна         |
| ----- | ---------------- | -------------- |
| 1     | Йиллис Графстрём | Швеция         |
| 2     | Андреас Крог     | Норвегия       |
| 3     | Мартин Стиксруд  | Норвегия       |
| 4     | Ульрих Сальхов   | Швеция         |
| 5     | Сакари Илманен   | Финляндия      |
| 6     | Натаниэль Найлз  | США            |
| 7     | Бэзил Уильямс    | Великобритания |
| 8     | Альфред Мегроц   | Швейцария      |
| 9     | Кеннет Бомон     | Великобритания |

### Женщины
| Место | Имя                  | Страна         |
| ----- | -------------------- | -------------- |
| 1     | Магда Юлин           | Швеция         |
| 2     | Свеа Нурен           | Швеция         |
| 3     | Тереза Бланшар-Вельд | США            |
| 4     | Филлис Джонсон       | Великобритания |
| 5     | Маргот Моэ           | Норвегия       |
| 6     | Ингрид Гульбрандсен  | Норвегия       |

### Пары
| Место | Имя                                    | Страна         |
| ----- | -------------------------------------- | -------------- |
| 1     | Людовика Якобссон / Вальтер Якобссон   | Финляндия      |
| 2     | Алексиа Брюн / Ингвар Брюн             | Норвегия       |
| 3     | Филлис Джонсон / Бэзил Уильямс         | Великобритания |
| 4     | Тереза Бланшад-Вельд / Натаниэль Найлс | США            |
| 5     | Этель Малкет / Сидни Уоллворк          | Великобритания |
| 6     | Джоржетта Хербо / Джордж Вагеманс      | Бельгия        |
| 7     | Симона Сибурэ / Шарль Сибурэ           | Франция        |
| 8     | Мэделин Кэннет / Макдональд Бемонт     | Великобритания |